# Charles Kaboré
Charles Kaboré (Bobo-Dioulasso, 1988. február 9. –) Burkina Fasó-i válogatott labdarúgó, a Kubany Krasznodar játékosa.
A Burkina Fasó-i válogatott tagjaként részt vett a 2010-es a 2012-es és a 2013-as afrikai nemzetek kupáján.

## Sikerei, díjai
Olympique Marseille
- Francia bajnok (1): 2009–10
- Francia szuperkupagyőztes (2): 2010, 2011
- Francia ligakupagyőztes (3): 2009-10, 2010-11, 2011-12

Burkina Faso
- Afrikai nemzetek kupája döntős (1): 2013